# چارلز اس. توماس
چارلز اس. توماس (به انگلیسی: Charles S. Thomas) سناتور سابق عضو حزب دموکرات ایالات متحده آمریکا بود. وی در سال ۱۹۱۳ تا ۱۹۲۱ میلادی سناتور ایالت کلرادو در سنای ایالات متحده آمریکا بود.